# 漫画原作者
漫画原作者（まんがげんさくしゃ）とは、漫画における脚本「原作」を担当する者のこと。考案する「原作」の形式は脚本のほか、小説、ネームなどさまざまである。

## 概要
漫画原作者は特定の漫画作品を作成するため、そのストーリーや人物・世界観といった設定を考案・執筆する。特定の漫画作品のために書かれたものを漫画原作と呼び、脚本や絵コンテなど、さまざまな形態で作成される。また、漫画原作者は自らの著作として完成された形態で脚本などを執筆するわけではなく、それらの原稿にも著作権を有するため、執筆されたものが書籍などで読者の目に触れて公開されることは、ほとんどない。
漫画原作者は自ら画を描くことはなく作品設定やストーリー、セリフを作成し、漫画家がそれらをベースに作画する。映画でいうところの脚本家に近い位置づけで、演出については漫画家が主導権を持つことが多い。ただし、近年はネーム原作と呼ばれる演出（絵コンテ）まで担当する漫画原作者も増えている。
アメリカン・コミックスにおいては、スクリプト（脚本）を担当する者はライターと呼ばれる。

### 分業化
漫画はその黎明期には、漫画家が作画のすべてとストーリー創作・資料収集のすべてを手がけた。しかし、読者のニーズに合わせて漫画が多様化し、作画やストーリーが複雑化した結果、単独で、しかも限られた期間内において創作の全工程を手がけることが難しくなっていった。このような背景から、漫画創作においても映画やテレビドラマのように分業化が生じた。
最初の分業は作画工程に起きた。友人などを動員して作画を「お手伝い」していた時代から、漫画家が作画のためにアシスタントとして雇うことが増えた。
次に、漫画家のためにストーリーを提供する役割が求められた。発表済みの小説が漫画の原作となることが多くあったが、さらに漫画作品のためのオリジナル・ストーリーが作成される事例が現れる。これが、漫画の「原作」と呼ばれるようになった。

### 役割と提供形式
著者に名を連ねず、ストーリー構成について同じような役割を担うスタッフが存在したことから、漫画原作者の存在が認知されるようになった後でも、その役割は明確ではない。漫画作品には漫画家の名のほか、漫画原作者とは違った多種多様なクレジットが存在する。それらは脚本執筆以上の役割や、それ以下の役割であることを暗示するためと考えられるが、個々に厳密な定義は存在しない。
- 漫画原作者は漫画作品の絵を描かない。作品設定、ストーリー、セリフなどを作成し、プロット（物語）作成または脚本家としての役割を果たす。
- 原作を提供する形態として、小説や脚本で提供され、作画担当者が漫画に起こす場合と、原作者が「ネーム」という「漫画のコマ割」までを作って作画担当者に渡す場合とがある。後者の「コマ割」という形態をとる原作者は、主に漫画家の経験者である。
- 主流は小説形式ではなく、シナリオ形式である。
- 完成済みの文学作品（小説、ライトノベルなど）・テレビアニメ・コンピュータゲームなどを原作として、漫画が描かれることもあるが、このような場合はオリジナルの著作権者が個人（自然人）よりも法人（ゲーム会社、アニメ制作会社などの企業）である場合が多いため、「漫画」原作者とは呼ぶことはない。作者が故人となっている過去の作品が漫画原作となることもあるが、これについても同様である。
- 原作とは別に「企画」「原案」「監修」「協力」などと、さまざまなクレジットが存在する。しかし、いずれの実態や役割も明確にされていない。
- 漫画作品は古くから、漫画家や編集者とのディスカッションなどを通じて製作されていた。その発展形態として、少年誌を中心に編集者が事実上ストーリーを作成して漫画家が作画をする作業形態が存在すると、漫画家や関係者によって語られている。しかし、編集者が著者としてクレジットされている例は見られない。

## 漫画原作者の一覧
以下、漫画原作者としての代表作を付記する。
ただし、監修、データ協力、もともとの小説の作者、小説の脚色や潤色、といったケースは漫画原作を担ったものではないため、含めない。

### あ
あいだいろ
『地縛少年花子くん』
青木潤太朗
『℃りけい。』『鍋に弾丸を受けながら』
青山広美
『ギャンブルフィッシュ』
赤坂アカ
『【推しの子】』
暁なつめ
『けものみち』
あかほりさとる
『爆れつハンター』『MOUSE』
赤見千尋
『優駿の門 アスミ』
秋月戸市
『日掛け金融伝 こまねずみ出世道』
秋元康
『OH!MYコンブ』『あずきちゃん』
日日日
『虐殺魔法少女ベリアル☆ストロベリー』『邪眼探偵ネクロさんの事件簿』『ぽち軍曹。』『せんがく』
あすか正太
『ひ・め・こ・と』
東史朗（東史郎、西脇英夫）
『夜叉』『花と襟章』
あべ善太
『味いちもんめ』
安部譲二
『RAINBOW-二舎六房の七人-』
天沢彰
『警視庁迷宮課』
天原
『異種族レビュアーズ』『平穏世代の韋駄天達』
池田悦子
『悪魔の花嫁』
井沢ひろし
『デジモンアドベンチャー Vテイマー01』『ファイアーエムブレム 覇者の剣』『ETOILE -三銃士星羅-』
いしぜきひでゆき
『コンシェルジュ』
イタバシマサヒロ
『BOYS BE…』
市原剛
『ダブル・ハード』『RUNNING CHASER』
伊藤智義
『栄光なき天才たち』
稲垣理一郎
『アイシールド21』『Dr.STONE』『トリリオンゲーム』
井上敏樹
『DRUM拳』『なんてっ探偵アイドル』『メビウスギア』『ソードガイシリーズ』『パワーザキティ イチゴマン』
井龍一
『親愛なる僕へ殺意をこめて』
伊庭晋太郎
『マリア ブーメランのように』
今井亮一
『交通被告人前へ!!』
岩井恭平
『Oz-オズ-』『ホリィさんが通る』
岩見吉朗（久部緑郎、義凡）
『ラーメン発見伝』『ヴィルトゥス』
魚柄仁之助
『おかわり飯蔵』
大石賢一
『HOTEL』
大竹オサム
『ケンタウロスの伝説』
大塚英志
『魍魎戦記MADARAシリーズ』『多重人格探偵サイコ』『黒鷺死体宅配便』『木島日記』『アンラッキーヤングメン』
大友克洋
『沙流羅』
大場つぐみ
『DEATH NOTE』『バクマン。』『プラチナエンド』
岡田麿里
『荒ぶる季節の乙女どもよ。』
オクショウ
『リアルアカウント』『バックステージ!』

### か
鏡丈二
『ホールインワン』
香川まさひと
『島根の弁護士』『監察医 朝顔』『前科者』
梶研吾
『交通事故鑑定人・環倫一郎』
梶原一騎（高森朝雄）
『巨人の星』『あしたのジョー』『タイガーマスク』『愛と誠』『空手バカ一代』『柔道一直線』『侍ジャイアンツ』
門馬司
『死神サイ殺ゲーム』『首を斬らねば分かるまい』『ストーカー行為がバレて人生終了男』『満州アヘンスクワッド』
金城宗幸
『神さまの言うとおり』『グラシュロス』『ジャガーン』『ブルーロック』
金成陽三郎
『金田一少年の事件簿』『ギミック!』
鎌池和馬
『とある科学の超電磁砲』『とある魔術の禁書目録外伝 とある科学の一方通行』
神尾龍（上代務）
『ラストイニング』『鳳』
狩撫麻礼（カリブ・マーレィ、ひじかた憂峰）
『迷走王 ボーダー』『湯けむりスナイパー』『リバースエッジ 大川端探偵社』
雁屋哲
『男組』『野望の王国』『美味しんぼ』
かわさき健（KEN）
『オーイ! とんぼ』『花の高校女子ゴルフ部』『う〜まんぼ!』
河島正
『アライブ-最終進化的少年-』
河村塔
『ゆらふるべ』『水』（原案協力）
河本ほむら
『賭ケグルイ』
木内一雅
『代紋TAKE2』『アウト・ロー』
きうちかずひろ
『こども極道ボンガドン』
喜国雅彦
『この花はわたしです。』
北芝健（喜田健夫）
『まるごし刑事』『新まるごし刑事』『私刑都市』『俺の空 刑事編』『内閣権力犯罪強制取締官 財前丈太郎』『こちら葛飾区亀有公園前派出所』の一部
北原雅紀（小路谷純平）
『昆虫鑑識官ファーブル』『あんこう 〜快釣海上捜査線〜』『玄米せんせいの弁当箱』『あいどるDays』『ジキルとハイドと裁判員』『どらコーボク』、『ショパンの事件譜』
樹林伸（天樹征丸、安童夕馬、青樹佑夜、亜紀直）
『金田一少年の事件簿』『サイコメトラーEIJI』『GetBackers-奪還屋-』『神の雫』
きむらはじめ（勝鹿北星、ラデック・鯨井）
『なんか妖かい!?』『MASTERキートン』（長崎尚志との連名）『SEED』『ゴルゴ13』（一部）
牛次郎（三枝四郎）
『釘師サブやん』『包丁人味平』『炎の巨人』『プラレス3四郎』『やる気まんまんシリーズ』
来賀友志（注連木賢、五條敏）
『天牌』『麻雀群狼記 ゴロ』
久住昌之
『孤独のグルメ』『花のズボラ飯』『荒野のグルメ』
工藤かずや
『パイナップルARMY』、『信長』、『極道ステーキ』
倉科遼（司敬）
『夜王』『女帝』『嬢王』
倉田英之
『R.O.D』
黒沢哲哉
『マジック・マスター』『HAIKARA事件帖』『プレイヤーは眠れない』『マル暴鑑識官』『タイムアンドアゲイン』
小池一夫
『子連れ狼』『乾いて候』『クライング フリーマン』『オークションハウス』
郷田マモラ
『ニコラオスの嘲笑』
焦田シューマイ
『ザコ姫さまは生きのびたい！～処刑の危機は、姫プレイで乗り切ります～』『外科医キアラは死亡フラグを許さない : 死人だらけのシナリオは、前世の知識で書きかえます』
小林深雪
『キッチンのお姫さま』
小堀洋
『五百蔵酒店物語』『ヒットラーの息子』『ザ・コップ』
小森陽一
『海猿 -UMIZARU-』『トッキュー!!』『S -最後の警官-』
近藤雅之
『警視総監アサミ』

### さ
さいふうめい（竹内一郎）
『哲也-雀聖と呼ばれた男』『アストライアの天秤』
佐木飛朗斗
『疾風伝説 特攻の拓』
櫻井寛
『駅弁ひとり旅』
佐々木守
『男どアホウ甲子園』
貴家悠
『テラフォーマーズ』
佐藤大輔
『皇国の守護者』『学園黙示録 HIGHSCHOOL OF THE DEAD』
三条陸（瑳川竜）
『DRAGON QUEST -ダイの大冒険-』『冒険王ビィト』
サンドロビッチ・ヤバ子
『ケンガンアシュラ』『ダンベル何キロ持てる?』
施川ユウキ
『ハナコ@ラバトリー』
志名坂高次
『モンキーピーク』『ラクガキ〜呪いの館〜』
城アラキ（荒仁、観月穣、伊藤昭）
『ソムリエ』『ソムリエール』『新ソムリエ 瞬のワイン』『バーテンダー』
城平京
『スパイラル 〜推理の絆〜』『ヴァンパイア十字界』
白井カイウ
『約束のネバーランド』
神保史郎
『サインはV』
末田雄一郎
『駅員ジョニー』『蒼太の包丁』
関川夏央
『「坊っちゃん」の時代』
千賀史貴
『ハイメと臓器姫』『役職ディストピアリ』

### た
高口里純
『勝負は時の…運だろ?』『ルパン三世Takaguchi/Shusayスペシャル版』『きみには勝てない!』『ミラクルダイエッターMIYUKI』
たかしげ宙
『スプリガン』
鷹野常雄
『BLUE DRAGON ラルΩグラド』
高屋良樹（ちみもりを）
『冥王計画ゼオライマーΩ（オメガ）』
高山路爛
『メスよ輝け!!』
滝沢解
『聖徳太子』『くそババァ!!』
竹内葵
『電脳戦隊ヴギィ'ズ★エンジェル』
竹熊健太郎
『サルでも描けるまんが教室』
武田鉄矢
『お〜い!竜馬』『プロゴルファー織部金次郎』
田島隆
『カバチタレ』『極悪がんぼ』『ダンダリン一〇一』『奮闘!びったれ』
田畑由秋
『コミックマスターJ』『アクメツ』
田原成貴
『ありゃ馬こりゃ馬』『法の庭』
田山りく
『のどかnobody』
チャーリー☆正
『おっぱいジョッキー』
附田祐斗
『食戟のソーマ』
綱本将也
『U-31』『Goal Den Age』
積木爆（立原あゆみ）
『Let'sダチ公』『I'mダチ公』
剣名舞
『ザ・シェフ』
鶴岡法斎
『ヤマアラシ』『切断王』
寺島優
『テニスボーイ』『競艇少女』『雷火』
天王寺大（川辺優）
『難波金融伝・ミナミの帝王』『白竜シリーズ』
遠崎史朗（愛英史、ジョー指月）
『アストロ球団』『ゼロ THE MAN OF THE CREATION』
戸塚たくす
『オーシャンまなぶ』『異世界ひろゆき』
土塚理弘
『BAMBOO BLADE』『マテリアル・パズル ゼロクロイツ』

### な
永久保貴一
『鏡の巫女アヤカ』
長崎尚志（東周斎雅楽、江戸川啓視、プランダ村、リチャード・ウー）
『MASTERキートン』（勝鹿北星との連名）『イリヤッド』『プルンギル -青の道-』『ディアスポリス』『クロコーチ』『警部補ダイマジン』
七月鏡一
『ジーザス』『闇のイージス』
七三太朗
『風光る』『4P田中くん』『Dreams』
西尾維新
『めだかボックス』『症年症女』『暗号学園のいろは』
西村ミツル
『大使閣下の料理人』『信長のシェフ』
西ゆうじ
『あんどーなつ』『これで家族』『蔵の宿』『華中華』

### は
萩原天晴
『中間管理録トネガワ』『1日外出録ハンチョウ』『上京生活録イチジョウ』
長谷見沙貴
『To LOVEる -とらぶる-』
花形怜
『本日のバーガー』『味いちもんめ・世界の中の和食編』『バリスタ』『丼なモンダイ!』『チーズの時間』『チャイナガール』『珈琲どりーむ』
浜崎達也
『.hack//黄昏の腕輪伝説』
早川光
『江戸前鮨職人きららの仕事』
林日出夫
『あばれブン屋』
林律雄
『おやこ刑事』『総務部総務課山口六平太』
原麻紀夫
『どチンピラ』『リストラ代紋』
原田重光
『ユリア100式』『オレたま 〜オレが地球を救うって!?〜』
春原ロビンソン
『姫様“拷問”の時間です』
ヒイラギシンジ
『メイドですから!』
ピエール瀧
『樹海少年ZOO1』
平井和正
『8マン』『幻魔大戦』『ウルフガイ』『デスハンター』『スパイダーマン』（一部）
広井王子
『サクラ大戦漫画版』『烏丸響子の事件簿』
深見真
『魔法少女特殊戦あすか』
古沢一誠
『あばれ!隼』『かっとび!童児』
古舘伊知郎
『おーっとフル・タッチ』
武論尊（史村翔）
『北斗の拳』『ドーベルマン刑事』『サンクチュアリ』
ほったゆみ
『ヒカルの碁』
保坂歩
『噂屋』
星野茂樹
『解体屋ゲン』

### ま
真刈信二
『勇午』『オフィス北極星』
牧野茂雄
『FACTORY Z』
真樹日佐夫
『ワル』
麻城ゆう
『ジョーカーシリーズ』
真倉翔（真倉まいな）
『地獄先生ぬ〜べ〜』
松本トモキ
『囿者は懼れず』
三木孝祐
『警察犬物語』『玉割り人ゆき』
水木杏子（名木田恵子）
『キャンディ・キャンディ』『グリーンヒル物語』
宮川サトシ
『宇宙戦艦ティラミス』
宮塢さなえ
『OFFICE麗』
宮崎まさる（宮崎克、写楽麿、観月昴）
『100万$キッド』『人形草紙あやつり左近』『ブラック・ジャック創作秘話』『新宿セブン』
村尾幸三
『諸刃の博徒 麒麟』『右近 左乃介』
村田真哉
『アラクニド』『キリングバイツ』『ヒメノスピア』
村田ひでお
『破壊王ノリタカ!』
室積光
『都立水商!』
森高夕次
『ショー☆バン』『グラゼニ』

### や
矢島正雄
『人間交差点』『ビッグウイング』『SORA! -フライトアテンダント物語-』
矢作俊彦
『気分はもう戦争』
山川惣治
『荒野の少年イサム』
山川直輝
『マイホームヒーロー』『100万の命の上に俺は立っている』
やまさき十三
『釣りバカ日誌』『福ちゃん』
山田鐘人
『葬送のフリーレン』
山田ゴメス
『麗羅』
尹仁完
『新暗行御史』
雪室俊一
『おはよう!スパンク』
ゆうきゆう
『おとなの1ページ心理学』『マンガで分かる心療内科』
横山秀夫
『PEAK』
吉岡道夫（速水駿）
『ひとりぼっちの太陽』

### ら
LINK
『終末のハーレム』『終末のハーレム ファンタジア』
RED
『超神ネイガー』

### わ
若桑一人
『風の伝承者』
和田慎二
『神に背を向けた男』
和智正喜
『シャイニング・フォース ネオ』『雷星伝ジュピターO.A.』『モントリヒト〜月の翼〜』

## コンテスト
2019年、小説家になろうとガンガンONLINEがタイアップして、漫画原作者を対象とするコンテスト「マンガ原作者オーディション」を開催した。